# ترانه‌هایی درباره جین
«ترانه‌هایی درباره جین» (به انگلیسی: Songs About Jane) یک آلبوم از گروه موسیقی آلترنتیو راک مارون فایو است که در ۲۵ ژوئن ۲۰۰۲ منتشر شد.
این آلبوم در چارت‌های ، فرانسه، ایرلند، استرالیا، نیوزلند، در رتبه اول و در چارت‌های ، نروژ، آلمان، اسپانیا، هلند، آمریکا، دانمارک، لهستان، فنلاند، سوئد، فلاندرز، پرتغال، اتریش، کانادا جزو ده آلبوم اول قرار گرفت.